# Miroslav Stojanović Pirke
Miroslav Stojanović Pirke (Pirot, 29. mart 1939) je srpski slikar.

## Biografija
Miroslav Stojanović Pirke je rođen 29. marta 1939. godine u Pirotu. Umetničko obrazovanje stekao je u Nišu u srednjoj umetničkoj školi „Đorđe Krstić“, a 1967. godine je diplomirao na beogradskoj Akademiji primenjenih umetnosti u klasi profesora Milenka Šerbana. Samostalni umetnik je od 1968. godine, a od iste godine je i član ULUS-a. Izlagao je na svim grupnim izložbama ULUS-a do 1971. godine. Radio je u NIP „Privredni pregled“ na likovnim rešenjima naslovnih strana.

## Samostalne izložbe
- 1969. Beograd, Galerija ULUS-a, Crteži i gvaševi,[2]
- 1973. Beograd, Muzej primenjene umetnosti, Primenjene grafike,[2]
- 1973. Beograd, Galerija Studentskog kulturnog centra, Makulatura,[3]
- 1975. Beograd, Galerija ULUS-a, Slike i crteži,
- 1978. Beograd, Galerija 73, Nadrealističke etide,
- 1979. Pirot, Galerija, Nadrealističke etide,
- 1980. Novi Sad, Likovni salon Tribine Mladih, Nadrealističke etide,
- 1988. Beograd, Galerija Cvijeta Zuzorić, Slike,
- 1990. Niš, Galerija moderne umetnosti, Slike,
- 1991. Kragujevac, Salon moderne umetnosti, Slike,
- 2002. Sremski Karlovci, Karlovačka umetnička radionica, Slike, crteži i kolaži,
- 2002. Novi Sad, Galerija NOVA,
- 2003. Beograd, Galerija Glas, Autoportreti,
- 2004. Beograd, Galerija jugoslovenskih umetničkih dela.[1]

## Grupne izložbe
Učestvovao na brojnim kolektivnim izložbama i u radu likovnih kolonija, između ostalih:
- Prolećne i Jesenje izložbe ULUS-a, Crtež i mala plastika u Beogradu,
- Trijenale Jugoslovenskog crteža mladih, Sombor, 1970. godine,[2]
- NOB u delima likovmih umetnika Jugoslavije, 1972. godine,
- Oktobarski salon, 1973, 1975, 1977. godine,
- Beograd kao inspiracija, 1974. i 1986. godine,
- "Zlatno pero Beograda", 1987. godine,
- Izbor, kolaž-ansamblaž galerija ULUS, 1981. godine.[1]

## Likovne kolonije
- „Beli anđeo“,
- Mileševa,
- Vlasina, 1981. godine,
- Poganovo, 1995. godine.

## Spoljašnje veze
- Biografija i dela Miroslava Stojanovića na sajtu Artberze